# Hegemonie dolaru
Hegemonie dolaru (též dolarová hegemonie) je termín, který prvně zavedl Henry C. K. Liu pro vysvětlení nadvlády amerického dolaru v celosvětové ekonomice. Liu tento termín popularizoval v proslulém článku Dollar Hegemony Has Got To Go (Hegemonie dolaru musí jít) v The Asia Times 11. dubna 2002. Článek i termín samotný postupně převzali a adaptovali William Clark v lednu 2003, Immanuel Wallerstein ze Střediska Fernanda Braudela 1. června 2003, Greg Moses a James Robertson v dubnu 2004 a poté mnoho dalších.

## Charakteristika

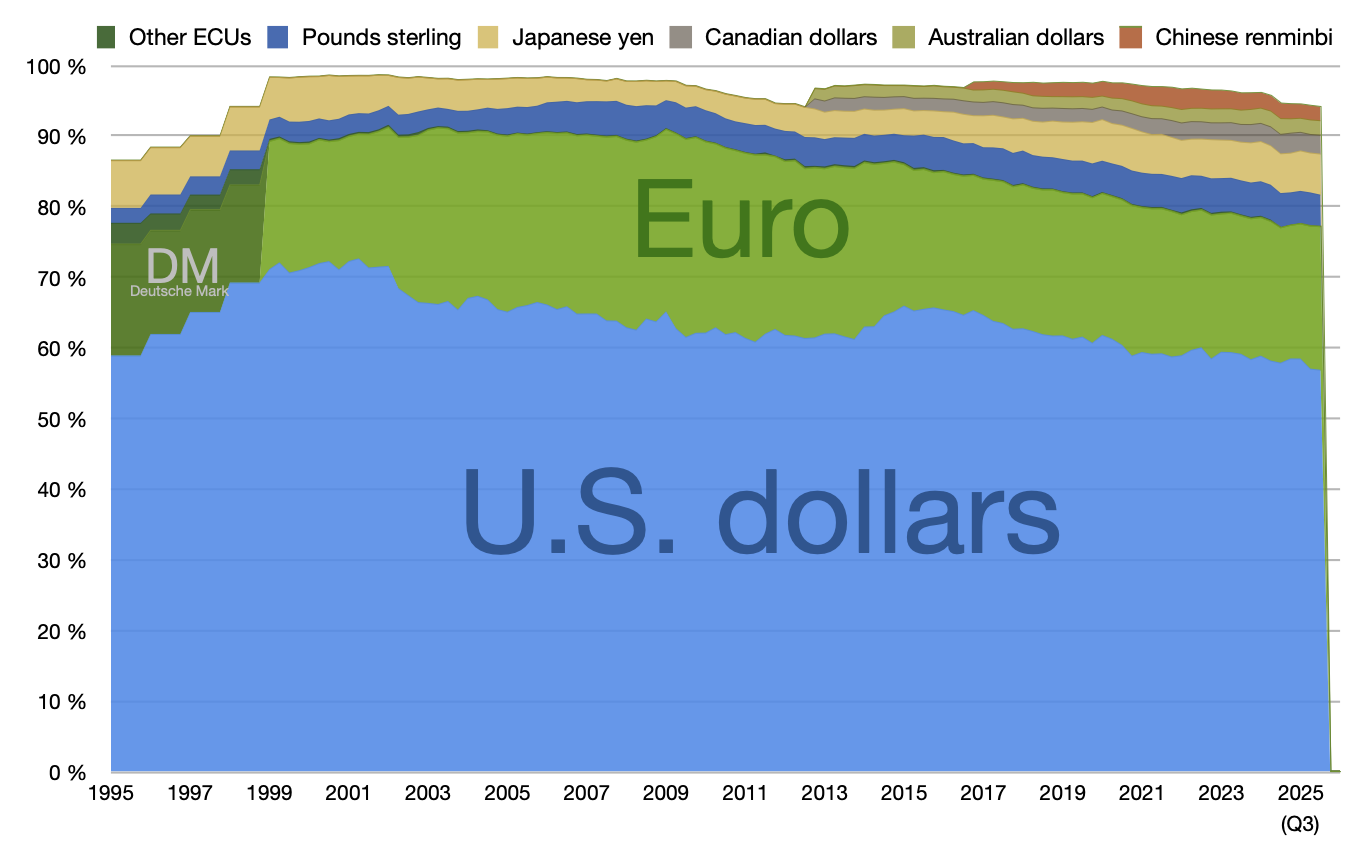
Globální podíl rezervních měn.

Dolarová hegemonie popisuje geopolitický jev, kdy americký dolar, měna původně krytá zlatem, se stal největší rezervní měnou po celém světě. Vzestup dolarové hegemonie umožnily tři aspekty v průběhu posledních dvou dekád.
- Brettonwoodský systém, ustanovený v roce 1945, upevnil režim pevného směnného kurzu, založeného na dolaru krytého zlatem, neviděl však v pohybu mezistátních fondů nutnost pro posílení a podporu obchodu a ekonomického vývoje. 15. srpna 1971 opustil prezident Richard Nixon tento režim a pozastavil napojení dolaru na zlato, neboť americké fiskální deficity ze zahraničních investic působily masivní odčerpávání zlata ze Spojených států.
- Druhým faktorem bylo stanovení obchodování za fosilní paliva v amerických dolarech po ropném šoku na Blízkém východě z roku 1973.
- Třetím faktorem bylo zformování deregulovaných globálních finančních trhů po Studené válce, které z pohybu kapitálu napříč státy udělalo rutinu. Obecné uvolnění komoditních a kapitálových burz v kontextu pohyblivých směnných kurzů učinily spekulativní útoky na tyto směnné kurzy běžnou záležitostí.

Tyto tři faktory synergicky vyústily v dolarovou hegemonii v 90. letech. Centrální banky většiny států od té doby byly nuceny držet dolarové rezervy ve větším množství, než by jinak chtěly nebo potřebovaly, aby zažehnaly spekulativní útoky na svou měnu na finančních trzích. Proto „hegemonie dolaru“ brání exportujícím zemím, aby dolary, které získaly z obchodního deficitu Spojených států, neutrácely domestikálně (v domácím obchodu); a nutí je financovat přebytky kapitálových amerických účtů, a tím vysílat skutečné bohatství do Spojených států výměnou za privilegium financovat americký dluh k dalšímu vývoji ekonomiky Spojených států.
Výše zmíněný text popisuje Liův úhel pohledu, který může být do určité míry kontroverzní, faktem však zůstává, že americký dolar je dosud nejdůležitější rezervní měna na světě.